# Honey (CHARAのアルバム)
『honey』（ハニー）は、2008年6月25日にユニバーサルシグマ / A&MからリリースされたCHARAの11枚目のオリジナル・アルバム。規格品番：UMCK-9220（初回限定盤）／UMCK-1251（通常盤）。
2012年11月7日、SHM-CD仕様の期間限定生産スペシャル盤が規格品番：UMCK-9578で発売された。

## 内容
前作『UNION』以来、1年4ヶ月ぶりとなる新作。
「ラブラドール」は、RADWIMPSの野田洋次郎が、CHARAのため提供した楽曲。本曲は本作『honey』のプロモーションのためラジオで盛んにオンエアされ『ビルボード』誌「Japan Singles Top 100」チャート7月7日付で67位まで上昇。
「ボクのことを知って」のC/W「X'mas Spirit!」はアルバム未収録。

## リリース形態
本作は、DVD付初回限定盤、通常盤の2形態でリリース。
DVDには、3枚のシングル「Cherry Cherry」、「ボクのことを知って」、「TROPHY」とデジタル・ダウンロード楽曲「ラブラドール」4曲のミュージック・ビデオが収録された。

## タイアップ
本作には、タイアップ曲が多く収録されている。シングル曲「TROPHY」はトヨタ・bBコマーシャル、「Cherry Cherry」は、こどもちゃれんじコマーシャル、「愛を憶える」は、同じくこどもちゃれんじの誕生日企画コマーシャルで使用された。「call me」はニュース番組『news zero』のテーマ曲、「青いかけら」は、テレビアニメ『テレパシー少女 蘭』のオープニング・テーマに使用された。

## ディスクジャケット
アルバムのカバーには、CHARAの娘SUMIREが写されている。

## チャート成績
日本のオリコンチャートで初登場12位となり、トップ300に10週間とどまった。

## トラックリスト
| #         | タイトル                   | 作詞             | 作曲       | 編曲       | 時間  |
| --------- | -------------------------- | ---------------- | ---------- | ---------- | ----- |
| 1.        | 「Sumire (Intro)」         |                  | Chara      | Chara      | 0:52  |
| 2.        | 「TROPHY (Album Version)」 | Chara & 百田留衣 | 百田留衣   | 蔦谷好位置 | 4:48  |
| 3.        | 「ラブラドール」           | 野田洋次郎       | 野田洋次郎 | 野田洋次郎 | 3:46  |
| 4.        | 「Cherry Cherry」          | Chara            | Chara      | 亀田誠治   | 3:57  |
| 5.        | 「愛を憶える」             | Chara            | Chara      | Chara      | 3:18  |
| 6.        | 「マーマレード」           | Chara            | Chara      | Chara      | 3:35  |
| 7.        | 「ボクのことを知って」     | Chara            | 白根賢一   | 島田昌典   | 5:03  |
| 8.        | 「青いかけら」             | Chara            | Chara      | 橋本竜樹   | 5:25  |
| 9.        | 「そして、僕が届かない」   | Chara            | 蔦谷好位置 | 蔦谷好位置 | 4:35  |
| 10.       | 「甘い辛い」               | Chara            | Chara      | Chara      | 5:05  |
| 11.       | 「泣き出しそう。」         | Chara            | Chara      | Chara      | 3:31  |
| 12.       | 「MAHA」                   | Chara            | Chara      | Chara      | 3:21  |
| 13.       | 「call Me」                | Chara            | Chara      | Chara      | 5:00  |
| 合計時間: | 合計時間:                  | 合計時間:        | 合計時間:  | 合計時間:  | 52:16 |

| #         | タイトル                             | 作詞      | 作曲・編曲 | 監督 | 時間 |
| --------- | ------------------------------------ | --------- | ---------- | ---- | ---- |
| 1.        | 「Cherry Cherry (Music Video)」      |           |            |      | 3:57 |
| 2.        | 「ボクのことを知って (Music Video)」 |           |            |      | 5:03 |
| 3.        | 「TROPHY (Music Video)」             |           |            |      | 4:40 |
| 4.        | 「ラブラドール (Music Video)」       |           |            |      | 3:46 |
| 合計時間: | 合計時間:                            | 合計時間: | 17:26      |      |      |

## シングル
| 日付           | タイトル           | 最高位         | 週数 | 売上  |
| -------------- | ------------------ | -------------- | ---- | ----- |
| 2007年8月29日  | Cherry Cherry      | 44（オリコン） | 4    | 5,675 |
| 2007年11月14日 | ボクのことを知って | 44（オリコン） | 6    | 6,504 |
| 2008年1月16日  | TROPHY             | 37（オリコン） | 3    | 3,468 |

## アルバム売上ランキング
| リリース      | チャート                             | 最高位 | 初週売上 | 総売上 | 週数 |
| ------------- | ------------------------------------ | ------ | -------- | ------ | ---- |
| 2008年6月25日 | オリコン・デイリーアルバムランキング | 7      |          |        |      |
| 2008年6月25日 | オリコン・週間アルバムランキング     | 12     | 19,104   | 38,108 | 10週 |
| 2008年6月25日 | オリコン・年間アルバムランキング     | 248    |          |        |      |